# Alberto Pandolfi Arbulú
Alberto Pandolfi Arbulú (* 20. August 1940 in Lima) ist ein peruanischer Politiker, der zwischen 1996 und 1998 sowie erneut von 1998 bis 1999 Premierminister von Peru war.

## Leben
Pandolfi absolvierte nach dem Schulbesuch ein Studium der Ingenieurwissenschaften an der Universidad Nacional de Ingeniería (UNI) und war danach als Ingenieur und Wirtschaftsmanager tätig. Zeitweilig war er Generaldirektor von Metalúrgica Peruana S.A. sowie an der Privatisierung der Zementfabrik in Yura beteiligt.
Nach dem überraschenden Rücktritt von Premierminister Dante Córdova Blanco am 3. April 1996 hatte Staatspräsident Alberto Fujimori die Möglichkeit, ein homogeneres und technokratischeres Kabinett zu bilden, das den von diesem geplanten Freimarktreformen und Privatisierungsabsichten weniger kritisch gegenüberstand. Innerhalb von 36 Stunden nach Córdovas Rücktritt hatte die Hälfte der Minister ihr formelles Rücktrittsgesuch offiziell angenommen. Diese hatten die Bedenken Córdovas der sozialen Auswirkungen des Wirtschaftsreformprogramms geteilt. Die Ernennung von Pandolfi zum Premierminister (Presidente del Consejo de Ministros) kam unerwartet, wurde aber von Unternehmern und ausländischen Analysten begrüßt. Zahlreiche Minister der bisherigen Regierung behielten jedoch ihre Ämter wie insbesondere der Minister für Wirtschaft und Finanzen Jorge Camet Dickmann, Außenminister Francisco Tudela und der Minister im Präsidialamt Jaime Yoshiyama Tanaka. Er selbst übernahm in seinem Kabinett von Jaime Agustín Sobero Taira auch das Amt des Fischereiministers (Ministro de Pesquería) und bekleidete dieses bis zu seiner Ablösung durch Ludwig Meier Cornejo am 18. Juli 1997. Am 20. September 1996 löste er zudem Daniel Hokama Tokashiki als Minister für Bergbau und Energie (Ministro de Energía y Minas), übergab dieses Amt jedoch am 31. Dezember 1997 wieder an Hokama Tokashiki. 
Er war an zahlreichen Privatisierungsmaßnahmen beteiligt und leitete insbesondere den Verkauf der staatlichen Erdölgesellschaft Petroperú. Das Vertrauen internationaler Investoren war entscheidend dafür, dass die Regierung bald darauf staatliche Anteile an der privatisierten Telefongesellschaft Telefónica del Perú in Höhe von 1,4 Milliarden US-Dollar anbot. Aufgrund einer enttäuschenden Wirtschaftsproduktion, Inflationsindikatoren, hohen Handels- und Währungsdefiziten verlor die Regierung Anfang 1998 das Vertrauen. Daraufhin wurde Pandolfi am 4. Juni 1998 von Javier Valle Riestra als Premierminister abgelöst.
Knapp zweieinhalb Monate später ernannte Präsident Fujimori Pandolfi am 21. August 1998 allerdings wieder zum Nachfolger von Valle Riestra als Premierminister. Zugleich wurde der bisherige Chef des Geheimdienstes SIN (Servicio de Inteligencia Nacional del Perú) Generalmajor Julio Salazar Monroe Nachfolger von General César Saucedo als Verteidigungsminister. Er bekleidete das Amt des Premierministers nunmehr bis zum 3. Januar 1999 und wurde dann durch Víctor Joy Way abgelöst. In der Regierung von Joy Ways Nachfolger Alberto Bustamante Belaunde bekleidete der zwischen dem 13. Oktober 1999 und dem 28. Juli 2000 das Amt des Ministers für Verkehr, Kommunikation, Wohnungsbau und Bauwesen (Ministro de Transportes, Comunicaciones, Vivienda y Construcción).

## Weblink
- Eintrag in rulers.org